# یواس‌اس اکلیپس (اس‌پی-۴۱۷)
یواس‌اس اکلیپس (اس‌پی-۴۱۷) (به انگلیسی: USS Eclipse (SP-417)) یک کشتی بود که طول آن ۸۴ فوت (۲۶ متر) بود. این کشتی در سال ۱۹۰۶ ساخته شد.